# Death Rap
Albums de Necro
The Sexorcist
(2005) Die!
(2010)
Death Rap est le cinquième album studio de Necro, sorti le 11 septembre 2007.
L'album comporte de nombreux featurings d'artistes issus du metal (Harley Flanagan de Cro-Mags, Mike Smith (en) de Suffocation, Steve DiGiorgio de Death, Dave Ellefson de Megadeth, etc.).
Il s'est classé 13e au Top Heatseekers et 43e au Top Independent Albums.

## Liste des titres
| No  | Titre                                                                                  | Contient un (des) sample(s) de                      | Durée |
| --- | -------------------------------------------------------------------------------------- | --------------------------------------------------- | ----- |
| 1.  | Creepy Crawl                                                                           | Pyar Sikha Doon de Lata Mangeshkar et Mohammed Rafi | 2:06  |
| 2.  | No Remorse                                                                             | Dies Irae Phsichedelico d'Ennio Morricone           | 3:31  |
| 3.  | Some Get Back (Revenge)                                                                |                                                     | 2:20  |
| 4.  | Belligerent Gangsters (featuring Harley Flanagan)                                      |                                                     | 2:32  |
| 5.  | Suffocated to Death (featuring Mike Smith, Steve DiGiorgio, Mark Morton et Brian Fair) |                                                     | 4:09  |
| 6.  | Mutilate the Beat                                                                      |                                                     | 2:11  |
| 7.  | Keep on Driving                                                                        | Theme for Pigs de Charles Bernstein                 | 4:48  |
| 8.  | Technition of Execution                                                                |                                                     | 2:22  |
| 9.  | Keeping It Real (featuring Adam Jackson)                                               |                                                     | 3:24  |
| 10. | Exploitation (featuring Mr. Hyde)                                                      |                                                     | 1:30  |
| 11. | As Deadly as Can Be (featuring Ill Bill)                                               | Verso L'ignoto de Fabio Frizzi (1981)               | 2:00  |
| 12. | Evil Rules (featuring Scott Ian, Dave Ellefson et Ray Alder)                           |                                                     | 2:10  |
| 13. | Forensic Pathology                                                                     |                                                     | 1:23  |
| 14. | Portrait of a Death Rapper                                                             | Portrait de Coven                                   | 2:57  |